# خريطة ذاتية التنظيم

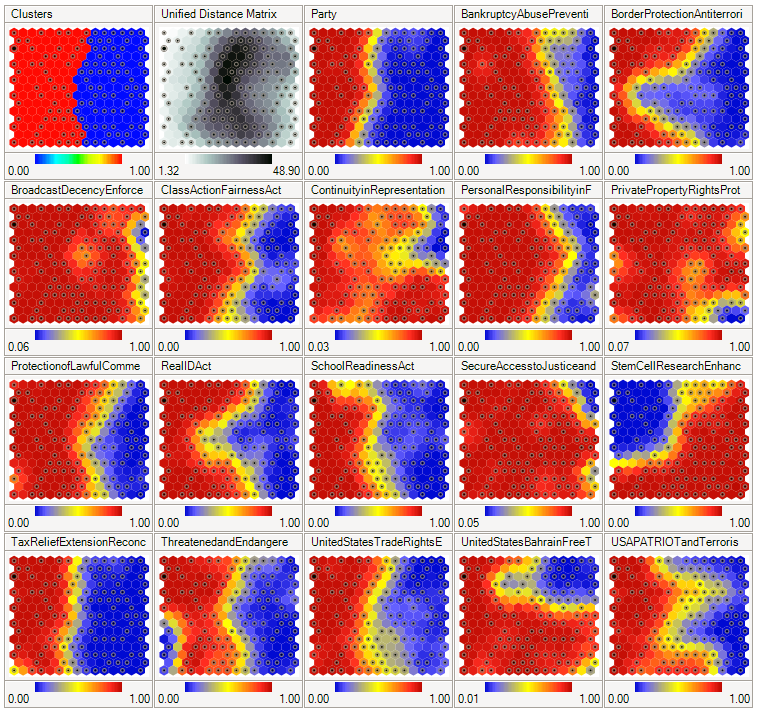

شبكات كوهونين ذاتية التنظيم أو خريطة الخصائص ذاتية التنطيم أو الخريطة ذاتية التنظبم -و هو الأسم الأكثر شهرة- هي إحدى أنواع الشبكات العصبونية الاصطناعية التي تعتمد على مبدأ التعلم غير المراقب وتستخدم في مجالات متعددة نذكر منها التصنيف وتقليل أو تخفيض الأبعاد.
تتكون الخريطة ذاتية التنظيم Self Organizing Maps SOM من مجموعة من العصبونات Neurons المنتظمة على شكل مصفوفة أو مشبك أحادي، ثنائي، أو ثلاثي الأبعاد.
العالم الفنلندي توفو كوهونين Teuvo Kohonen هو أول من صاغ هذا النموذج بشكله الحالي اعتمادا على نماذج أخرى تم تقديمها كنظريات لفهم العمليات الحاصلة في العصب البصري للإنسان والفقاريات المتقدمة.

## اقرأ أيضاً
- شبكات عصبونية